# Exorista tessellans
Exorista tessellans là một loài ruồi trong họ Tachinidae.